# نادي الجزيرة (الكويت)
نادي الجزيرة لكرة القدم  هو نادٍ لكرة القدم محترف مقره الكويت، ينافس في دوري الدرجة الأولى الكويتي اعتبارًا من موسم 2025–26. يُعد أول نادٍ رياضي في الكويت مملوكًا للقطاع الخاص بشكل كامل دون سيطرة حكومية، كما أنه يختص بلعبة واحدة فقط.

## التاريخ

### موسم التأسيس
في 20 ديسمبر 2024، وخلال مقابلة مع الاتحاد الكويتي لكرة القدم، صرّح الشيخ أحمد اليوسف الصباح أن أندية جديدة ستنضم إلى دوري الدرجة الأولى الكويتي، من بينها نادٍ جديد لم يتم تأسيسه بعد يُدعى نادي الجزيرة، إلى جانب مبادرة جديدة من قبله تتضمن وضع إرشادات جديدة من الاتحاد تسمح للقطاع الخاص بامتلاك الأندية الرياضية. 
بدأت التجارب والتوقيعات في أوائل فبراير، وتم الكشف عن شعار النادي في 19 فبراير 2025، حيث أظهر ألوان الفريق وهي البيج والبني، إلى جانب توقيع عدد من اللاعبين، وتعيين المدرب إبراهيم عبيد وحارس المرمى بدر السنون.
أكد النادي مشاركته في البطولتين المحليتين، وكانت مباراته الرسمية الأولى ضد نادي الجهراء في كأس ولي العهد الكويتي 2024–25، ولاحقًا ضد نادي الكويت في كأس أمير الكويت 2024–25. ثم قام النادي بتوقيع عدد من اللاعبين الجدد.
في 17 مارس، خاض النادي أولى مبارياته الودية ضد نادي الشباب (الكويت) وانتهت بفوز 1-0، تلتها مباراة تعادل فيها 0-0 ضد نادي الساحل (الكويت), وأخيرًا هزيمة 1-2 أمام نادي التضامن (الكويت).
في 2 أبريل، أعلن النادي قائمته المكونة من 23 لاعبًا للمشاركة في بطولات الكأس، ، والتي شملت عددًا من النجوم الدوليين مثل لاشا باروناشفيلي، إسماعيل ساسي، سليمان سيسيه (لاعب كرة قدم مواليد 1991)، وسايكو جانيه. وتم تعيين عبدالعزيز الحذّوذ مديرًا تنفيذيًا للنادي.
المباراة الرسمية الأولى للنادي انتهت بخسارة 1-2 أمام نادي الجهراء في كأس ولي العهد الكويتي 2024–25، وسجل إسماعيل ساسي أول هدف رسمي في تاريخ النادي في الدقيقة 94. بعد ذلك، خسر النادي 3-0 أمام بطل الكويت نادي الكويت في كأس أمير الكويت 2024–25، وجاءت الأهداف الثلاثة من نيران صديقة، لتنتهي بذلك مشاركته في موسم 2025.

#### اول مباراة رسمية
| 2 ابريل 2025 كأس أمير الكويت 2024-25 | نادي الجزيرة | 1 – 2 | نادي الجهراء             | مشرف، الكويت                  |
|                                      | ساسي 90+4'   |       | الشمري 16' · زاكري 90+8' | الملعب: ملعب عبد الله الخليفة |

## الشعار والألوان
تم الكشف عن الشعار والانطلاقة الرسمية للفريق في 19 فبراير 2025، حيث ظهرت ألوان الفريق: البيج والبني، وقد تعرضت هذه الألوان لانتقادات باعتبارها باهتة وتفتقر إلى الابتكار.

## التشكيلة الحالية
ملاحظة: تشير الأعلام إلى المنتخب بحسب قواعد الأهلية المعتمدة من قبل الفيفا؛ تنطبق بعض الاستثناءات المحدودة. وقد يحمل اللاعبون أكثر من جنسية لا تعترف بها الفيفا.
| الرقم | البلد   | المركز | اللاعب           |
| ----- | ------- | ------ | ---------------- |
| 17    | الكويت  | حارس   | بدر السنون       |
| 2     | الكويت  | مدافع  | إبراهيم التميمي  |
| 3     | الكويت  | مدافع  | خالد المطيري     |
| 4     | الكويت  | مدافع  | جاسم الحمادي     |
| 5     | الكويت  | مدافع  | مشعل العنزي      |
| 7     | الكويت  | مدافع  | أحمد العنزي      |
| 13    | الكويت  | مدافع  | عبدالوهاب الشمري |
| 14    | الكويت  | مدافع  | إبراهيم غالي     |
| 16    | السنغال | مدافع  | إدريس سيساي      |
| 21    | الكويت  | مدافع  | عبدالمحسن العجمي |
| 6     | جورجيا  | وسط    | لاشا باروناشفيلي |
| 8     | الكويت  | وسط    | بدر متعب         |

| الرقم | البلد   | المركز | اللاعب          |
| ----- | ------- | ------ | --------------- |
| 11    | تونس    | وسط    | إسماعيل ساسي    |
| 15    | السنغال | وسط    | سليمان سيسيه    |
| 19    | الكويت  | وسط    | منور المطيري    |
| 23    | الكويت  | وسط    | مبارك مبروك     |
| 9     | الكويت  | مهاجم  | أحمد الشمري     |
| 10    | غامبيا  | مهاجم  | سايكو جانيه     |
| 12    | الكويت  | مهاجم  | يوسف الرشيدي    |
| 18    | الكويت  | مهاجم  | جراح البوطي     |
| 20    | الكويت  | مهاجم  | محمد عماش ذياب  |
| 1     | الكويت  | حارس   | جمال محمود جمال |
| 22    | الكويت  | حارس   | فهد الدعيج      |

## السجل التدريبي
| المدرب        | الجنسية       | من             | إلى           | السجل | السجل | السجل | السجل | السجل | السجل | السجل | السجل  |
| المدرب        | الجنسية       | من             | إلى           | م     | ف     | ت     | خ     | له    | عليه  | الفرق | نسبة % |
| ------------- | ------------- | -------------- | ------------- | ----- | ----- | ----- | ----- | ----- | ----- | ----- | ------ |
| إبراهيم عبيد  | الكويت        | 13 فبراير 2025 | الآن          | 2     | 0     | 0     | 2     | 1     | 5     | −4    | 000٫00 |
| المجموع الكلي | المجموع الكلي | المجموع الكلي  | المجموع الكلي | 2     | 0     | 0     | 2     | 1     | 5     | −4    | 000٫00 |